# 灣子里
灣子里是中華民國高雄市三民區的一個里，當地為灣仔內的一部份。台灣日治時期，灣子里所在地名為灣仔內競馬場。由於人口增加，中華民國58年（1969年）起，灣子里部份劃分出新的里。現今灣子里境內有屠宰場、家畜市場及工廠。